# クロスターレヒフェルト
クロスターレヒフェルト (ドイツ語: Klosterlechfeld) は、ドイツ連邦共和国バイエルン州シュヴァーベン行政管区のアウクスブルク郡に属す町村（以下、本項では便宜上「町」と記述する）である。この町は、アウクスブルクの南、ランツベルク・アム・レヒの北のレヒフェルトに位置している。首邑の他にゲマインデタイル（地理上の地区）はない。

## 歴史
クロスターレヒフェルト集落は、17世紀からレヒフェルト修道院を中心に建設され、巡礼教会「マリアの救済」教会が設けられた。巡礼は、隣町のウンターマイティンゲンの女領主レギーナ・フォン・イムホーフがアウクスブルクの都市建設官エリアス・ホルの設計に基づいて小さな礼拝堂を建立したことに由来する。
フランシスコ会修道院は、1624年からホスピス、1668年から修道院となり、当初はシュトラスブルク修道管区に属したが、19世紀からはバイエルン修道管区に属し、30人ほどの修道士が起居した。巡礼教会は17世紀に徐々に増築されて拡張し、18世紀前半に根本的に新たに建て替えられた。この教会はこの地域で最も美しいロココ教会の1つに数えられる。世俗化によって修道院の所有から、初めはドイツ騎士団、1806年からバイエルン王国の所有となった。修道院自体は世俗化によって消滅寸前となったが、1830年から再び完全な修道院となり、途絶することなく存在した。1993年に最後の修道士がこの修道院から去り、修道院の建物は州からアウクスブルク司教区に売却され、1952年から独立したクロスターレヒフェルト「マリア・ヒルフェ（直訳: マリアの救済）」教会組織が入居している。
巡礼教会と修道院の周辺には、巡礼者の便宜を図るために、時代につれて商人、職人、宿屋が定着した。さらに夏に年4回市場が開かれるようになり、地域を超えて重要な集落となった。この小集落は、ウンターマイティンゲンを治めたアウクスブルクの都市貴族フォン・イムホーフ家に属し、その後ルーラルゲマインデ・ウンターマイティンゲン（直訳: 田舎町ウンターマイティンゲン）に属した。1928年4月16日に自治体レヒフェルトは政治的に独立した自治体となり、近隣のラーガーレヒフェルト（現在はグラーベンの一地区）と区別するために、クロスターレヒフェルトと改名した。1972年の市町村再編以降この町は再び隣接するウンターマイティンゲンと行政共同体を形成した。

## 住民

### 人口推移
1988年から2018年までの間にクロスターレヒフェルトの人口は1,858人から2,966人へ、1,108人 約 59.6 % 増加した。

## 行政

### 首長
2014年からルドルフ・シュナイダー（無所属）が町長を務めている。彼は、2020年3月15日の選挙で1人の対立候補を相手に 70.8 % の支持票を獲得して再選された。

### 議会
クロスターレヒフェルトの町議会は14議席からなり、これに町長が加わる。

### 紋章
図柄: 赤地と銀地に左右二分割。分割線に重ねてアントニウス十字が地色と反対の色で塗り分けられて描かれている。その両側に6つの角を持つ星が十字と同じ色で描かれている。
紋章の由来: 紋章のアントニウス十字は、17世紀からレヒフェルトのフランシスコ会の修道院印章に用いられていた。星は聖母マリアの巡礼のシンボルである。赤と銀の紋章の配色は、アウクスブルク司教領に属していたことを表している。
この紋章は1966年から用いられている。

### 行政
この町は、ウンターマイティンゲンに本部を置くレヒフェルト行政共同体に属している。

## 文化と見所

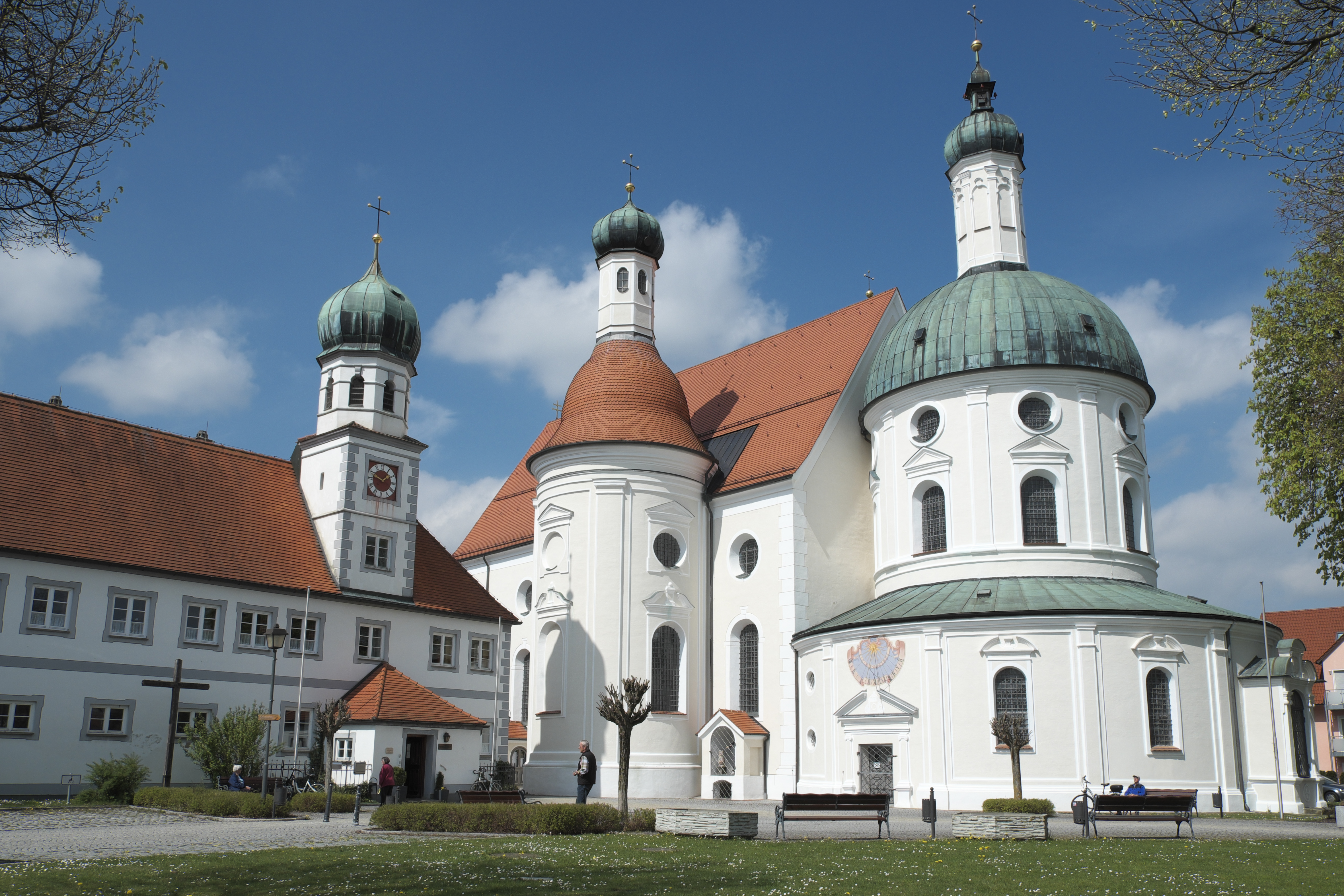
マリアの救済巡礼教会（右）とフランシスコ会レヒフェルト修道院（左）

### 見所
- バロック様式の「マリアの救済」巡礼教会を含む旧フランシスコ会修道院
- カルヴァリエンベルク・クロスターレヒフェルト: 巡礼教会の向かいにある広場（1980年からフランツィスカナー広場）に、司祭ゼバスティアン・ヘスの提案でカルヴァリエンベルク（キリストが磔刑にされたゴルゴダの丘を模した施設）が建設された。制作者はアウクスト・フォン・フォイトである（1719年完成）。
- テニスコートおよびサッカー場の南にある自然文化財「アルテ・シャハテル」。この珍しいハイデは、1980年5月に自然文化財に指定された。周囲に整備された遊歩道によって「アルテ・シャハテル」は歩行者に開放されている。

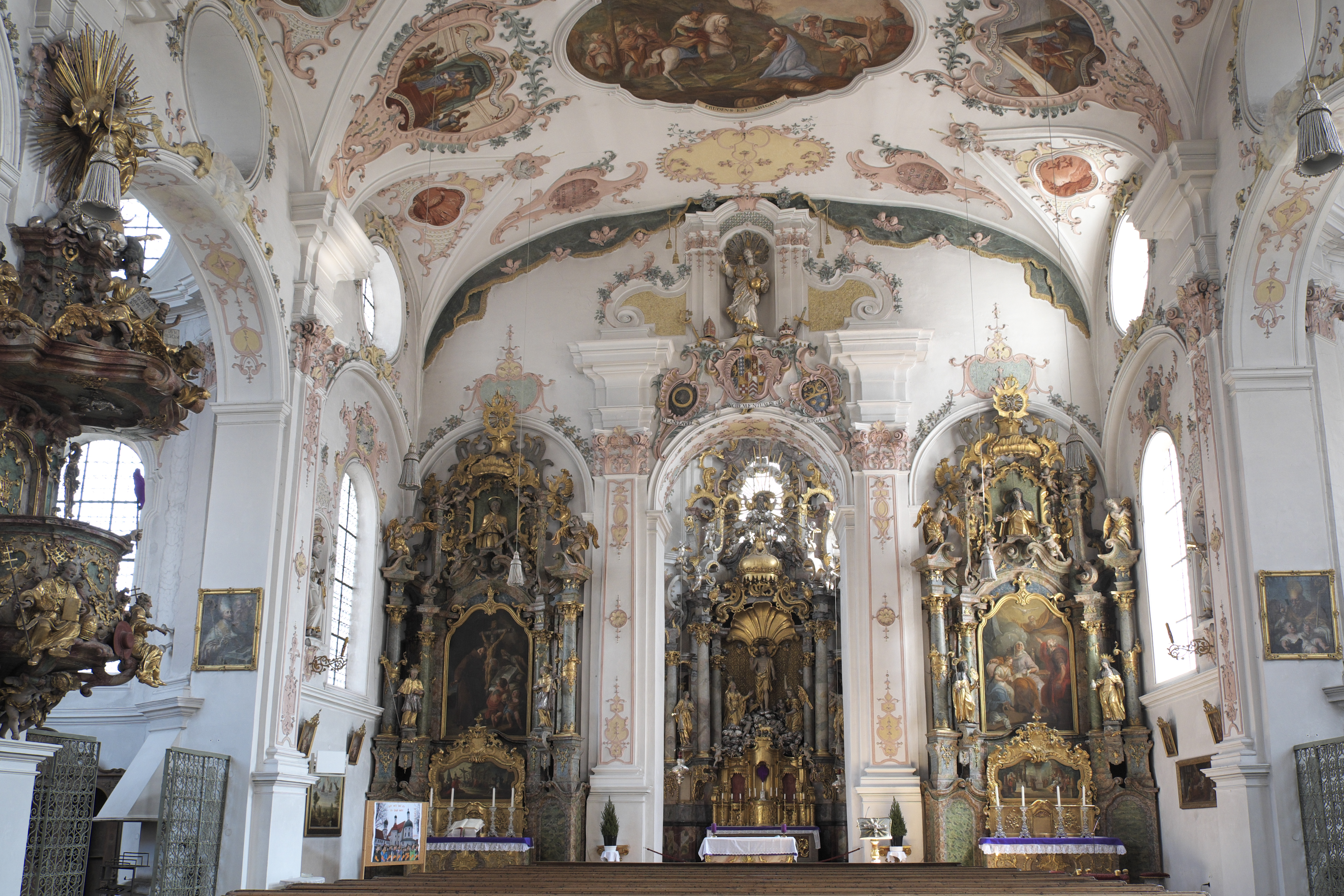
マリアの救済教会内陣
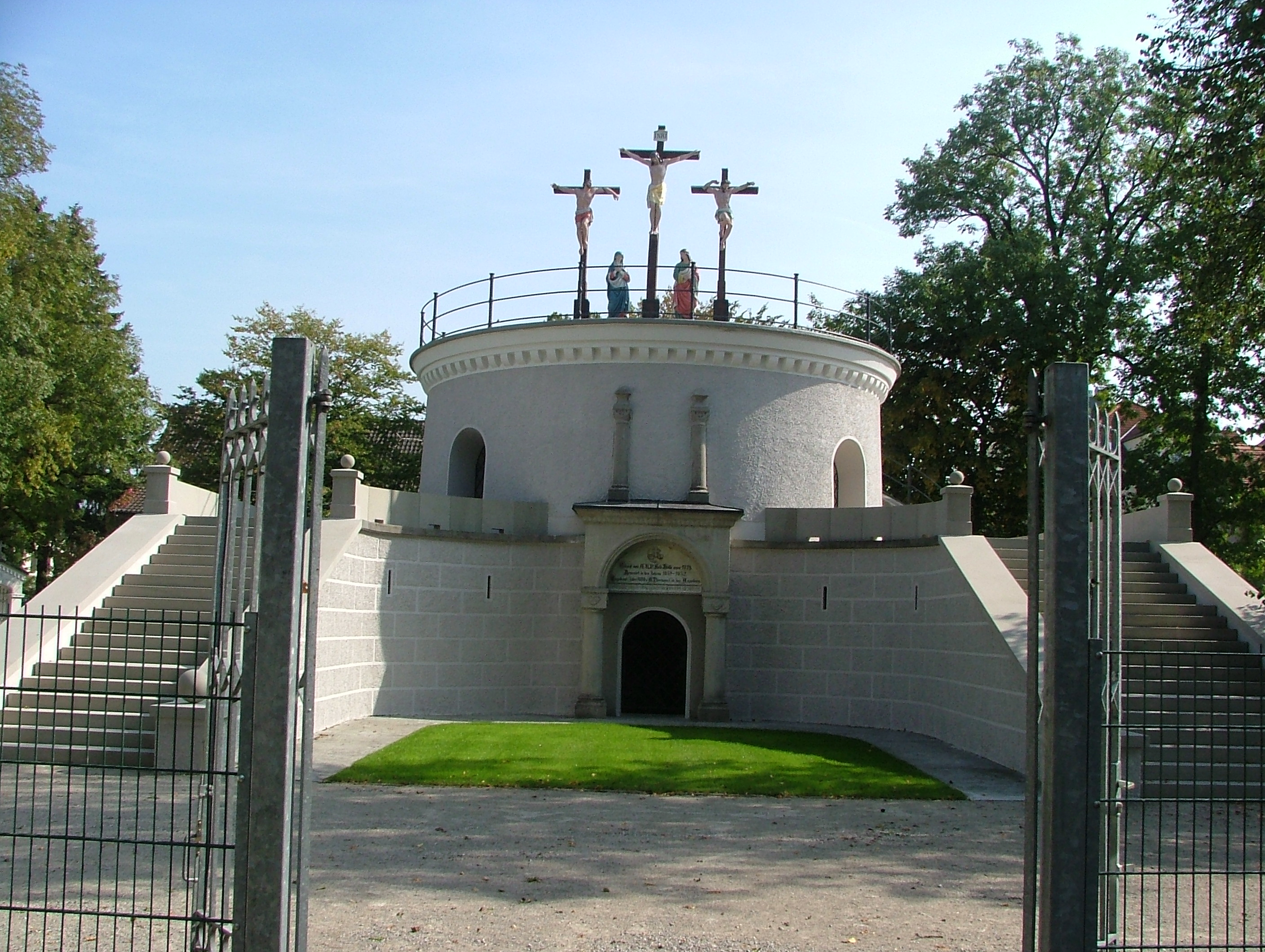
カルヴァリエンベルク・レヒフェルト